# Мартеница
Мартеницата, известна също като мартинка, марта, мартичка, гадалушка, кичилка, Пижо и Пенда е обредна украса от усукани конци, които се слагат на 1 март за здраве. Мартеницата е малко украшение, изработва се предимно от вълнена или памучна прежда в два основни цвята – бяла и червена, с което българите се закичват всяка година на 1 март – празника Баба Марта. Номинирана от България, Северна Македония, Молдова и Румъния и вписана в представителния списък на ЮНЕСКО за елементи на нематериалното културно наследство на човечеството.

## Разпространение
Този обичай е характерен за Балканския полуостров и се е превърнал в балканска традиция. Той присъства в Румъния и Молдова, където мартеницата се нарича mărţişor (мърцишор). С мартеници се закичват и в българските етнически територии, останали в пределите на съседните страни – Западните покрайнини, Северна Македония (наричана мартинка), Северна Гърция (марти) и областите Голо Бърдо и Преспа в Албания (моняк). Като цяло, мартеницата е позната на по-голямата част от населението на Балканите, но главно българите са успели да я превърнат в предмет с обредно-художествена стойност, който с годините добива все по-голямо значение, като се вписва в културния живот на страната.

## Обичай
В класическия си вид мартеницата представлява усукани бял и червен конец, най-често вълнени. Цветовете имат строго определен смисъл: червено – кръв, живот; бяло – чистота, щастие. Традицията е на първия ден от март най-старата жена в семейството да връзва на ръцете на децата пресукан бял и червен конец за здраве и против уроки. Затова с мартеница се украсяват сватбените китки и сватбеното знаме; с мартеница се кичи котлето, в което се дои първото мляко на Гергьовден; с мартеница се завързват събраните на Еньовден билки.
Мартениците се носят до появата на първото цъфнало дърво или на първата прелетна птица, тоест до настъпването на пролетта. В някои краища се носят до края на март. След това се поставят на дърво или под камък. В последния случай по тях може да се гадае. Ако след един месец под камъка има мравки, годината ще е плодородна и удачна. Друг обичай е мартениците, носени до първа пролет, да се завържат след това на клончета от цъфнало дърво или храст. Така на много места в България традиционно се виждат окичени с мартеници дървета и храсти. Друг обичай е мартениците да се носят докато се видят първите щъркели и чак тогава да се закичат на дърво. В някои краища на България с мартеници се окичват и домашните животни и плодните дръвчета. Понякога мартеницата се пуска в най-близката река „че да върви, както тече реката“. Традицията гласи още, че щастие и късмет носи онази мартеница, която ти е подарена. Затова всички окичват на роднините и приятелите си мартеници. В Шоплука и Санданско вместо бял конец в мартеницата се вплита син конец (против уроки), а в Родопите се слагат още няколко цвята.

## Произход
Празникът на Баба Марта в българските традиции е символ на пролетта и носи пожелание за здраве и плодородие в началото на новия цикъл в природата. Първи март бележи идването на Баба Марта, митологичния образ в българския фолклор, олицетворяващ променливия месец март. Традицията е свързана с древната езическа история от Балканския полуостров, свързана с всички земеделски култове към природата. Някои от най-специфичните черти на първомартенската обредност и особено завързването на усуканите бяла и червена вълнени нишки, са плод на многовековна традиция, която е била присъща за тракийската и елинската античност.
Ранните писмени извори, отнасящи се до трако-елинската древност, назовават предците на мартениците ейресионе (от erion – вълна на старогр.) Те представляват клонки, които са накичени с бели и червени вълнени конци. Според византийската енциклопедия Етимологикум магнум (около 1150 г.) ейресионе са украсени не само с червени и бели конци, но и със сушени плодове. Макар и сравнително късна, енциклопедията съдържа сведения от доста по-ранни произведения. Самата ейресионе е носена обичайно на поне един от празниците в чест на Аполон, възнинали по подобие на празниците на Дионисий. Сред най-ранните извори за правене и носене на ейресионе е римският автор Лутаций Плацид, живял по времето на император Теодосий I (379 – 395), който е оставил описание, в което клонче с вплетени червени и бели нишки се носи на празник посветен на богинята Атина Палада. В първомартенските обреди някои изследователи виждат следи от ритуали, свързани с посрещането на древноримската Нова година, настъпвала на 1 март. Те се изпълнявали в чест на бога Марс, на когото е наречен и месец март.

### Митологична връзка с прабългарите
През първата четвърт на миналия век в България, поради влошените отношения с Руската империя, ролята на прабългарите в българската история, започва да се преувеличава за сметка на тази на славяните. В тази връзка, както и поради факта, че няма запазени прабългарски митове и легенди, за масова употреба са популяризирани няколко истории, приписвани на свързани с прабългарите събития. Така през 30-те години се утвърждава мита за появата на мартеницата, който я свързва с хан Аспарух, включително и легендата за „хан Кубрат и снопа пръчки“. За основа е използвано произведението на културолога Николай Райнов „Видения из древна България, сказания за мир и бран“, публикувано за пръв път през 1918 г.

## Интересни факти
По повод Баба Марта на 1 март 2011 г., чрез приложението си Google Doodle, логото на търсачката Google е изписано с преплетени бели и червени конци и е разкрасено с червен и бял пискюл.